# Arctosa ephippiata
Arctosa ephippiata är en spindelart som beskrevs av Roewer 1960. Arctosa ephippiata ingår i släktet Arctosa och familjen vargspindlar.
Artens utbredningsområde är Kamerun. Inga underarter finns listade i Catalogue of Life.